# Rio Căţelu
O Rio Căţelu é um rio da Romênia, afluente do Jaleş, localizado no distrito de Gorj.